# Velasco (Familienname)
Velasco ist ein spanischer Familienname.

## Namensträger
- Alan Velasco (* 2002), argentinischer Fußballspieler
- Alonso de Velasco († 1649), spanischer Diplomat
- Andrea Velasco (* 1997), salvadorianische Stabhochspringerin
- Antonio Ignacio Velasco García (1929–2003), venezolanischer Geistlicher, Erzbischof von Caracas
- Antonio Palomino de Castro y Velasco (1653–1726), spanischer Maler, siehe Antonio Palomino
- Ariel Velasco-Shaw, philippinisch-US-amerikanischer Visual-Effects-Techniker
- Beau Velasco († 2009), australischer Schlagzeuger
- Bernardino Fernández de Velasco (1783–1851), spanischer Politiker und Schriftsteller
- Bernardino Fernández de Velasco y Mendoza (1454–1512), spanischer Adliger, Militärführer und Politiker
- Carlos Velasco Carballo (* 1971), spanischer Fußballschiedsrichter
- Concha Velasco (1939–2023), spanische Schauspielerin, Sängerin, Tänzerin, Musikerin und Fernsehmoderatorin
- Diego López de Zúñiga y Velasco (1500–1564), spanischer Offizier, Vizekönig von Peru
- Eduardo Ibáñez y García de Velasco (1927–2012), spanischer Diplomat
- Eugenio Velasco Morandé (1939–2019), chilenischer Sportler, Geschäftsmann und Bauingenieur
- Flavio Romero de Velasco (1925–2016), mexikanischer Politiker
- Gaspar de Borja y Velasco (1580–1645), spanischer Kardinal
- Germán Larrea Mota Velasco (* 1941), mexikanischer Unternehmer
- Giuseppe Velasco (1750–1827), italienischer Maler
- Íñigo Fernández de Velasco y Mendoza (1462–1528), spanischer Adliger
- Íñigo Fernández de Velasco († 1585) (um 1520–1585), spanischer Adliger
- Íñigo Melchor Fernández de Velasco (1629–1696), spanischer Heerführer und Politiker
- Iván Velasco (* 1980), spanischer Radrennfahrer
- Jairo Velasco Jr. (* 1974), spanischer Tennisspieler
- Jairo Velasco Sr. (* 1947), kolumbianischer Tennisspieler
- Jorge Patricio Vega Velasco (* 1957), chilenischer Ordensgeistlicher, Bischof von Valparaíso
- José Amador Velasco y Peña (1856–1949), mexikanischer Geistlicher, Bischof von Colima
- José Antonio Girón de Velasco (1911–1995), spanischer Politiker
- José Antonio Manso de Velasco (1689–1767), spanischer Kolonialgouverneur
- José María Velasco Gómez (1840–1912), mexikanischer Maler
- José María Velasco Ibarra (1893–1979), ecuadorianischer Politiker, Staatspräsident
- José María Velasco Maidana (1896/1901–1989), bolivianischer Komponist und Regisseur
- José Miguel de Velasco Franco (1795–1859), bolivianischer General und Politiker
- José Refugio Velasco (1849–1919), mexikanischer General und Politiker
- José Roberto Velasco (* 1989), bolivianischer Tennisspieler
- José Trinidad Sepúlveda Ruiz-Velasco (1921–2017), mexikanischer Geistlicher, Bischof von San Juan de los Lagos
- Juan de Velasco (1727–1792), spanischer Jesuitenpater
- Juan Velasco Alvarado (1910–1977), peruanischer General und Politiker
- Juan Velasco Damas (* 1977), spanischer Fußballspieler
- Juan de Mendoza y Velasco († 1628), spanischer Diplomat
- Juan Zambudio Velasco (1922–2004), spanischer Fußballtorwart
- Julio Velasco (* 1952), argentinischer Volleyballtrainer
- Luis de Velasco (1511–1564), spanischer Kolonialverwalter, Vizekönig von Neuspanien
- Luis de Velasco (Bischof) († nach 1484), spanischer Geistlicher, Bischof von León und von Córdoba
- Luis de Velasco (Maler) (um 1530–1606), spanischer Maler
- Luis de Velasco y Castilla (1539–1617), spanischer Kolonialverwalter, Vizekönig von Neuspanien und von Peru
- Luis de Velasco Rami (* 1939), spanischer Wirtschaftswissenschaftler
- Luis de Velasco y Velasco (1559/1560–1625/1626), spanischer General
- Luis José Velázquez de Velasco (1722–1772), spanischer Altertumswissenschaftler und Hispanist
- Luis Vicente de Velasco (1711–1762), spanischer Marineoffizier
- Manuel Alcarazo Velasco (* 1978), spanischer Chemiker und Hochschullehrer
- Manuela Velasco (* 1975), spanische Schauspielerin und TV-Moderatorin
- Mansueto Velasco (* 1974), philippinischer Boxer
- María Elena Velasco (1940–2015), mexikanische Schauspielerin
- Marisa Roesset Velasco (1904–1976), spanische Malerin
- Miguel Ángel Velasco (Schriftsteller) (1963–2010), spanischer Schriftsteller
- Miguel Ángel López Velasco (1955/1956–2011), mexikanischer Journalist
- Miguel Ángel Velasco Encinas (* 1984), spanischer Handballspieler und -trainer
- Moisés Velasco (* 1989), mexikanischer Fußballspieler
- Nunil Velasco, kolumbianischer Tennisspieler
- Pedro Velasco (1937–2023), US-amerikanischer Volleyballspieler
- Raúl Velasco (1933–2006), mexikanischer Fernsehmoderator und -produzent
- Robin Velasco (* 2002), deutscher Fußballspieler
- Roel Velasco (* 1972), philippinischer Boxer
- Salomon Velasco, peruanischer Tennisspieler
- Sergio Velasco (* 1943), chilenischer Fußballspieler
- Simone Velasco (* 1995), italienischer Radrennfahrer
- Stefanie de Velasco (* 1978), deutsche Schriftstellerin
- Tomás de Torrejón y Velasco (1644–1728), peruanischer Komponist des Barock
- Vi Velasco (* 1939), US-amerikanische Soul- und Bossa Nova-Sängerin mit philippinischen Wurzeln
- Victoria Velasco (* 2002), mexikanische Radrennfahrerin